# Chích bông đuôi hung
Chích bông đuôi hung (danh pháp hai phần: Orthotomus sericeus) là một loài chim chi Chích bông trong họ Chiền chiện. Loài này phân bố ở Brunei, Indonesia, Malaysia, Myanma, Philippines, Singapore, và Thái Lan. Môi trường sinh sống tự nhiên của nó là rừng đất thấp ẩm ướt nhiệt đới hoặc cận nhiệt đới hoặc rừng ngập nước cận nhiệt đới và nhiệt đới. 